# Lijst van vlaggen van Montenegrijnse gemeenten
Dit artikel bevat een lijst van vlaggen van Montenegrijnse gemeenten. Montenegro is onderverdeeld in 24 gemeenten.

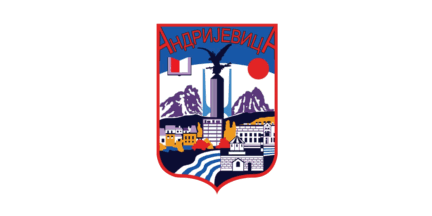
Andrijevica
Bar
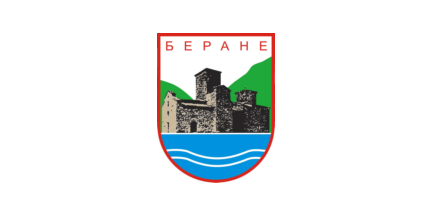
Berane
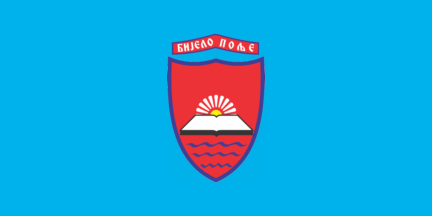
Bijelo Polje
Budva
Cetinje
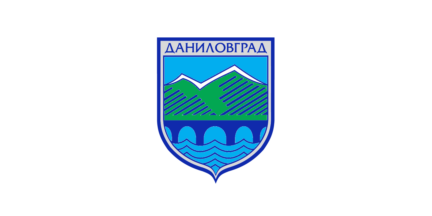
Danilovgrad
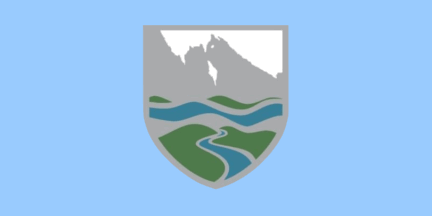
Gusinje
Herceg Novi
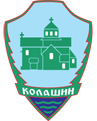
Kolašin
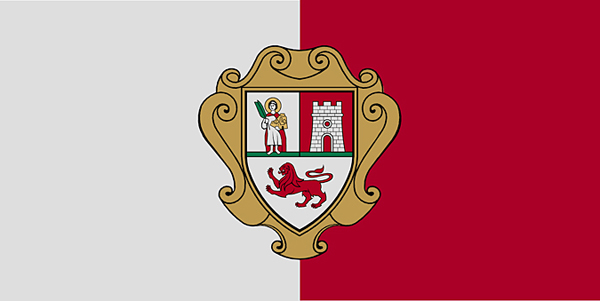
Kotor
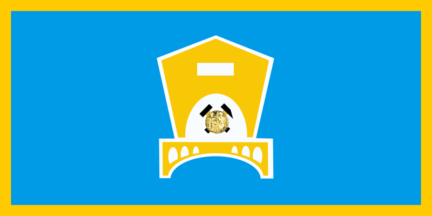
Mojkovac
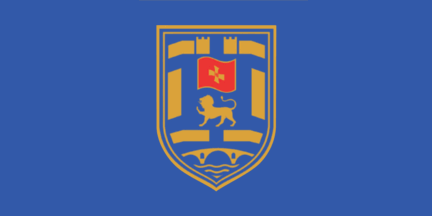
Nikšić
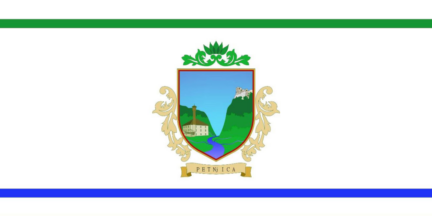
Petnjica
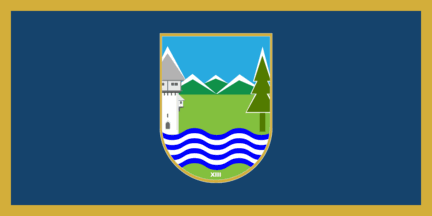
Plav
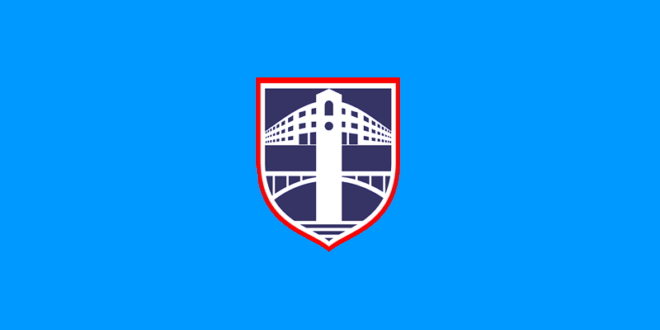
Pljevlja
Plužine
Podgorica
Rožaje
Šavnik
Tivat
Tuzi
Ulcinj
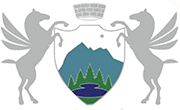
Žabljak